# Kudligi
Kudligi is een panchayatdorp in het district Bellary van de Indiase staat Karnataka. 

## Demografie
Volgens de Indiase volkstelling van 2001 wonen er 21.855 mensen in Kudligi, waarvan 51% mannelijk en 49% vrouwelijk is. De plaats heeft een alfabetiseringsgraad van 54%. 